# Урлуени (Арђеш)
Урлуени (рум. Urlueni) насеље је у Румунији у округу Арђеш у општини Барла. Oпштина се налази на надморској висини од 166 m.

## Становништво
Према подацима из 2002. године у насељу је живело 779 становника, од којих су сви румунске националности.